# Emanuele Fergola

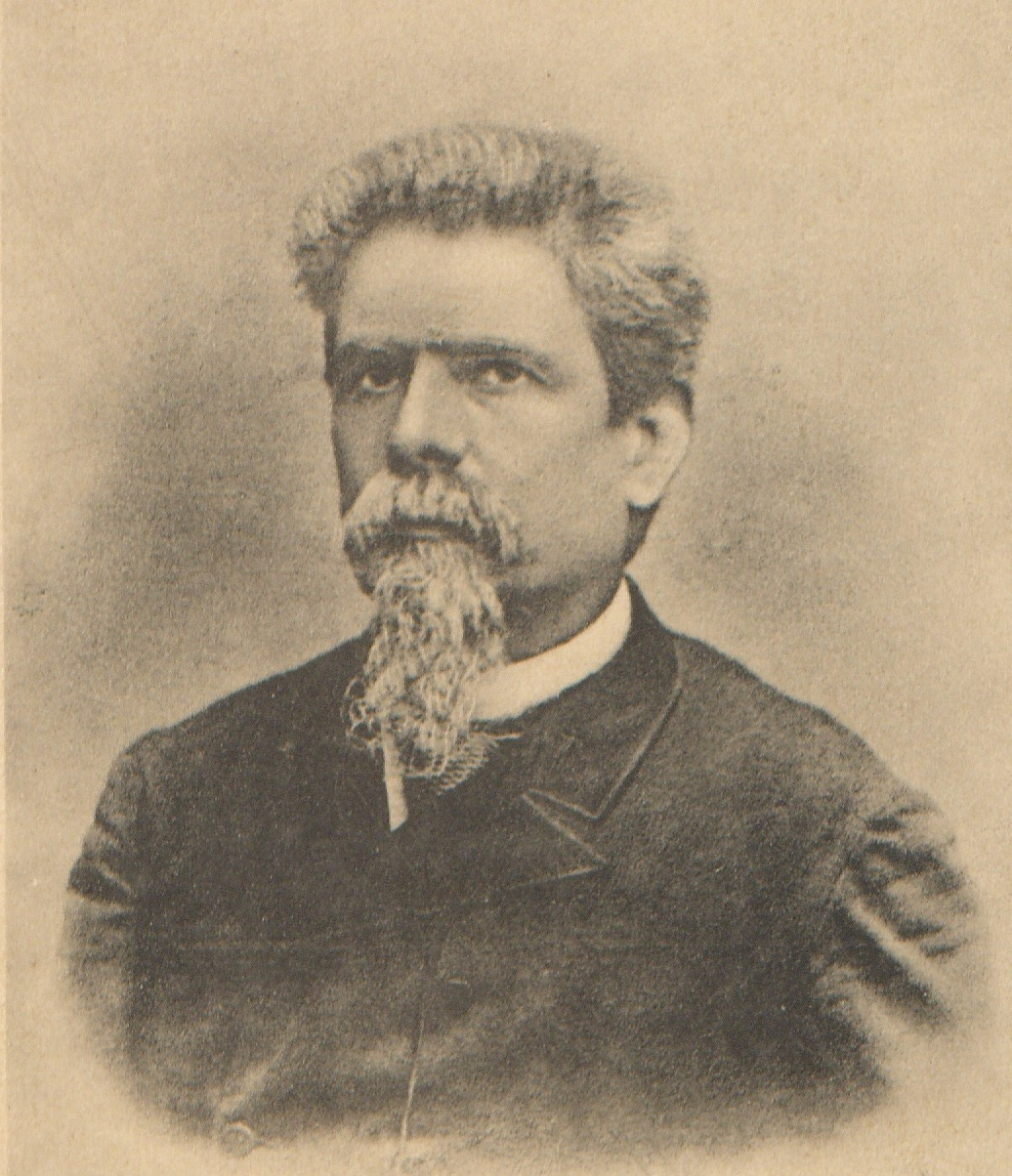
Emanuele Fergola

Emanuele Fergola (* 20. Oktober 1830 in Neapel; † 5. April 1915 ebenda) war ein italienischer Astronom und Mathematiker, der sich mit Analysis befasste.
Er war der Sohn des Generals des Königs von Neapel und Sizilien Gennaro Fergola (1793–1870). Zu seinen Verwandten zählten der Mathematiker und Physiker Nicola Fergola (1753–1824), der Geodät Francesco Fergola (1791–1845, Bruder von Nicola), der Maler Salvatore Fergola (1799–1874) und dessen Sohn, der Maler Francesco Fergola (1821–1894). Er unterrichtete an der Militärakademie ab 1860 Analysis und ab 1890 Astronomie an der Universität Neapel. Gleichzeitig war er 1890 bis zu seinem Ruhestand 1910 Direktor des Observatoriums auf dem Capodimonte bei Neapel. 1889 bis 1891 war er Rektor der Universität.
1869 bestimmte er mit Pater Angelo Secchi die Längendifferenz von Rom und Neapel.
1876 erhielt er den Mathematik-Preis der Accademia dei XL. 1900 bis 1903 und 1906 bis 1909 war er Präsident der Accademia Pontaniana in Neapel. Er war Mitglied der Accademia dei Lincei und Senator.